# Club Social y Deportivo Colo-Colo (féminines)
Cet article concerne le club de football féminin. Pour le club de football masculin, voir Club Social y Deportivo Colo-Colo.
Maillots
Le Club Social y Deportivo Colo-Colo est un club de football chilien, basé dans le quartier de Macul à Santiago possédant une section féminine. 
Fondée le 30 septembre 2007, l'équipe féminine de Colo-Colo est avec Everton l'un des clubs les plus importants du pays. Les « Albitas » ont remporté treize championnats du Chili, et ont atteint deux fois la finale de la Coupe du Chili. Au niveau continental, elles ont gagné la Copa Libertadores féminine 2012 et atteint la finale en 2011, 2015 et 2017. C'est l'équipe qui compte le plus de participations à la compétition (9).

## Histoire
La section féminine du club termine l'année 2011 par un troisième titre consécutif de championne du Chili. Elle remporte le tournoi de clôture, en disposant en finale de son rival Everton. 
Le dimanche 25 novembre 2012, elles remportent leur premier titre continental en triomphant en finale de la Copa Libertadores 2012 Colo-colo bat Foz Cataratas aux penalties (4-2, 0-0 après 90 min) et devient ainsi la première équipe non brésilienne à gagner la Copa Libertadores féminine. En décembre, elles gagnent le tournoi de clôture 2012 en battant 1-5 Everton puis 9-0 chez elles.
Colo-colo gagne le tournoi d'ouverture 2013 du championnats du Chili en battant Everton 0-2 à Everton puis 4-0 dans leur stade et devient champion du Chili pour la 6e fois consécutive 
Lors de la Copa Libertadores féminine 2013, Colo-colo perd en demi-finale contre Sao Jose (1-1 à la fin du temps réglementaire, 0-3 aux penalties) mais gagne contre Mundo Futuro (équipe bolivienne) 6-3 lors du match de la 3e place. 

## Palmarès
| Compétitions nationales | Compétitions internationales                                                                             |
| - Championnat du Chili (16) : - Champion : 2010, 2011 (¹), 2011 (²), 2012 (¹), 2012 (²), 2013 (¹), 2013 (²), 2014 (¹), 2014 (²), 2015 (¹), 2016 (²), 2017 (¹), 2017 (²), 2022, 2023, 2024 ¹ championnat d'ouverture ² championnat de clôture - Coupe du Chili - Finaliste : 2009, 2010 | - Copa Libertadores Femenina (1): - Vainqueur : 2012. - Finaliste : 2011, 2015, 2017. - 3e place : 2013. |

## Personnalités du club

### Entraîneurs
- 2021- :  Luis Mena Irarrázabal